# Приз «Известий» 1974/1975
Турнир на приз газеты «Известия» 1974/75 — VIII традиционный международный турнир по хоккею с шайбой. Состоялся с 10 сентября 1974  по  28 марта 1975 года. Состав участников: СССР, Финляндия, Швеция, Чехословакия. Турнир проводился по новой формуле: все команды встречались друг с другом по шесть раз — три раза дома и три раза в гостях. Матчи розыгрыша проходили в разных городах Европы на протяжении семи месяцев. Победителем во второй раз стала сборная ЧССР.

## Матчи турнира
| 10 сентября 1974 | СССР | 8 : 1 (3:0, 4:1, 1:0) | Финляндия | Дворец спорта «Лужники», Москва Зрителей: 12 000 |

| Отчёт | Отчёт                               | Отчёт   | Отчёт                        | Отчёт                           |
| ----- | ----------------------------------- | ------- | ---------------------------- | ------------------------------- |
|       |                                     |         |                              |                                 |
|       | Владислав Третьяк — 00:00-60:00     | Вратари | 00:00-60:00 — Йорма Валтонен | Судьи: Уве Дальберг Ларс Тегнер |
|       | Голы:                               |         |                              | Судьи: Уве Дальберг Ларс Тегнер |
|       | 1:0 2:0 3:0 3:1 4:1 5:1 6:1 7:1 8:1 |         |                              | Судьи: Уве Дальберг Ларс Тегнер |
|       |                                     |         |                              | Судьи: Уве Дальберг Ларс Тегнер |
|       |                                     |         |                              | Судьи: Уве Дальберг Ларс Тегнер |
|       |                                     |         |                              | Судьи: Уве Дальберг Ларс Тегнер |
| 8 мин | Штраф                               | 10 мин  |                              | Судьи: Уве Дальберг Ларс Тегнер |
|       |                                     |         |                              |                                 |
|       | 42                                  | Броски  | 20                           |                                 |

| 11 сентября 1974 | СССР | 7 : 3 (3:0, 3:1, 1:2) | Финляндия | Дворец спорта «Лужники», Москва Зрителей: 12 000 |

| Отчёт  | Отчёт                                   | Отчёт   | Отчёт                          | Отчёт                           |
| ------ | --------------------------------------- | ------- | ------------------------------ | ------------------------------- |
|        |                                         |         |                                |                                 |
|        | Александр Сидельников — 00:00 - 60:00   | Вратари | 00:00 - 60:00 — Йорма Валтонен | Судьи: Уве Дальберг Ларс Тегнер |
|        | Голы:                                   |         |                                | Судьи: Уве Дальберг Ларс Тегнер |
|        | 1:0 2:0 3:0 4:0 5:0 6:0 6:1 6:2 6:3 7:3 |         |                                | Судьи: Уве Дальберг Ларс Тегнер |
|        |                                         |         |                                | Судьи: Уве Дальберг Ларс Тегнер |
|        |                                         |         |                                | Судьи: Уве Дальберг Ларс Тегнер |
|        |                                         |         |                                | Судьи: Уве Дальберг Ларс Тегнер |
| 12 мин | Штраф                                   | 8 мин   |                                | Судьи: Уве Дальберг Ларс Тегнер |
|        |                                         |         |                                |                                 |
|        |                                         |         |                                |                                 |

| 13 сентября 1974 | СССР | 4 : 3 (0:0, 1:2, 3:1) | Финляндия | Дворец спорта «Лужники», Москва Зрителей: 11 000 |

| Отчёт | Отчёт                             | Отчёт   | Отчёт                          | Отчёт                           |
| ----- | --------------------------------- | ------- | ------------------------------ | ------------------------------- |
|       |                                   |         |                                |                                 |
|       | Владислав Третьяк — 00:00 - 60:00 | Вратари | 00:00 - 60:00 — Йорма Валтонен | Судьи: Уве Дальберг Ларс Тегнер |
|       | Голы:                             |         |                                | Судьи: Уве Дальберг Ларс Тегнер |
|       | 0:1 0:2 1:2 2:2 3:2 3:3 4:3       |         |                                | Судьи: Уве Дальберг Ларс Тегнер |
|       |                                   |         |                                | Судьи: Уве Дальберг Ларс Тегнер |
|       |                                   |         |                                | Судьи: Уве Дальберг Ларс Тегнер |
|       |                                   |         |                                | Судьи: Уве Дальберг Ларс Тегнер |
| 6 мин | Штраф                             | 6 мин   |                                | Судьи: Уве Дальберг Ларс Тегнер |
|       |                                   |         |                                |                                 |
|       |                                   |         |                                |                                 |

| 17 сентября 1974 | Швеция | 2 : 1 (2:1, 0:0, 0:0) | Финляндия | Седертелье Зрителей: 4628 |

| Отчёт | Отчёт                        | Отчёт   | Отчёт                      | Отчёт                          |
| ----- | ---------------------------- | ------- | -------------------------- | ------------------------------ |
|       |                              |         |                            |                                |
|       | Вилле Лёфквист — 00:00-60:00 | Вратари | 00:00-60:00 — Лео Сеппянен | Судьи: Игор Филип Алекс Плацак |
|       | Голы:                        |         |                            | Судьи: Игор Филип Алекс Плацак |
|       | 0:1 1:1 2:1                  |         |                            | Судьи: Игор Филип Алекс Плацак |
|       |                              |         |                            | Судьи: Игор Филип Алекс Плацак |
|       |                              |         |                            | Судьи: Игор Филип Алекс Плацак |
|       |                              |         |                            | Судьи: Игор Филип Алекс Плацак |
|       |                              |         |                            | Судьи: Игор Филип Алекс Плацак |
|       |                              |         |                            |                                |

| 19 сентября 1974 | Швеция | 5 : 5 (3:2, 2:2, 0:1) | Финляндия | «Скандинавиум», Гётеборг Зрителей: 9058 |

| Отчёт | Отчёт                                   | Отчёт   | Отчёт                     | Отчёт                          |
| ----- | --------------------------------------- | ------- | ------------------------- | ------------------------------ |
|       |                                         |         |                           |                                |
|       | Вилле Лёфквист — 00:00-60:00            | Вратари | 00:00-60:00 — Лассе Киили | Судьи: Игор Филип Алекс Плацак |
|       | Голы:                                   |         |                           | Судьи: Игор Филип Алекс Плацак |
|       | 1:0 2:0 2:1 3:1 3:2 3:3 4:3 4:4 5:4 5:5 |         |                           | Судьи: Игор Филип Алекс Плацак |
|       |                                         |         |                           | Судьи: Игор Филип Алекс Плацак |
|       |                                         |         |                           | Судьи: Игор Филип Алекс Плацак |
|       |                                         |         |                           | Судьи: Игор Филип Алекс Плацак |
|       |                                         |         |                           | Судьи: Игор Филип Алекс Плацак |
|       |                                         |         |                           |                                |

| 20 сентября 1974 | Швеция | 9 : 1 (3:0, 2:1, 4:0) | Финляндия | Стокгольм Зрителей: 6153 |

| Отчёт | Отчёт                       | Отчёт   | Отчёт                      | Отчёт                          |
| ----- | --------------------------- | ------- | -------------------------- | ------------------------------ |
|       |                             |         |                            |                                |
|       | Йёран Хёгюста — 00:00-60:00 | Вратари | 00:00-60:00 — Лео Сеппянен | Судьи: Игор Филип Алекс Плацак |
|       | Голы:                       |         |                            | Судьи: Игор Филип Алекс Плацак |
|       | 1:0 2:0 3:0 4:0             |         |                            | Судьи: Игор Филип Алекс Плацак |
|       |                             |         |                            | Судьи: Игор Филип Алекс Плацак |
|       |                             |         |                            | Судьи: Игор Филип Алекс Плацак |
|       |                             |         |                            | Судьи: Игор Филип Алекс Плацак |
|       |                             |         |                            | Судьи: Игор Филип Алекс Плацак |
|       |                             |         |                            |                                |

| 07 ноября 1974 | Финляндия | 2 : 7 (0:3, 1:3, 1:1) | СССР | Раума Зрителей: 5504 |

| Отчёт | Отчёт                               | Отчёт   | Отчёт                             | Отчёт                      |
| ----- | ----------------------------------- | ------- | --------------------------------- | -------------------------- |
|       |                                     |         |                                   |                            |
|       | Йорма Валтонен — 00:00-60:00        | Вратари | 00:00 - 60:00 — Владислав Третьяк | Судьи: Фальквист Седергрен |
|       | Голы:                               |         |                                   | Судьи: Фальквист Седергрен |
|       | 0:1 0:2 0:3 0:4 1:4 1:5 1:6 2:6 2:7 |         |                                   | Судьи: Фальквист Седергрен |
|       |                                     |         |                                   | Судьи: Фальквист Седергрен |
|       |                                     |         |                                   | Судьи: Фальквист Седергрен |
|       |                                     |         |                                   | Судьи: Фальквист Седергрен |
| 6 мин | Штраф                               | 6 мин   |                                   | Судьи: Фальквист Седергрен |
|       |                                     |         |                                   |                            |
|       |                                     |         |                                   |                            |

| 08 ноября 1974 | Финляндия | 2 : 5 (2:3, 0:0, 0:2) | СССР | Тампере Зрителей: 5774 |

| Отчёт | Отчёт                        | Отчёт   | Отчёт                               | Отчёт                      |
| ----- | ---------------------------- | ------- | ----------------------------------- | -------------------------- |
|       |                              |         |                                     |                            |
|       | Йорма Валтонен — 00:00-60:00 | Вратари | 00:00-60:00 — Александр Сидельников | Судьи: Фальквист Седергрен |
|       | Голы:                        |         |                                     | Судьи: Фальквист Седергрен |
|       | 1:0 1:1 1:2 2:2 2:3 2:4 2:5  |         |                                     | Судьи: Фальквист Седергрен |
|       |                              |         |                                     | Судьи: Фальквист Седергрен |
|       |                              |         |                                     | Судьи: Фальквист Седергрен |
|       |                              |         |                                     | Судьи: Фальквист Седергрен |
|       |                              |         |                                     | Судьи: Фальквист Седергрен |
|       |                              |         |                                     |                            |

| 10 ноября 1974 | Финляндия | 3 : 5 (1:2, 0:3, 2:0) | СССР | Хельсинки Зрителей: 5774 |

| Отчёт | Отчёт                           | Отчёт   | Отчёт                             | Отчёт                      |
| ----- | ------------------------------- | ------- | --------------------------------- | -------------------------- |
|       |                                 |         |                                   |                            |
|       | Йорма Валтонен — 00:00-60:00    | Вратари | 00:00 - 60:00 — Владислав Третьяк | Судьи: Фальквист Седергрен |
|       | Голы:                           |         |                                   | Судьи: Фальквист Седергрен |
|       | 0:1 1:1 1:2 1:3 1:4 1:5 2:5 3:5 |         |                                   | Судьи: Фальквист Седергрен |
|       |                                 |         |                                   | Судьи: Фальквист Седергрен |
|       |                                 |         |                                   | Судьи: Фальквист Седергрен |
|       |                                 |         |                                   | Судьи: Фальквист Седергрен |
|       |                                 |         |                                   | Судьи: Фальквист Седергрен |
|       |                                 |         |                                   |                            |

| 12 ноября 1974 | Чехословакия | 4 : 2 (0:1, 3:1, 1:0) | Швеция | «Спортовни Хала», Прага Зрителей: 14 000 |

| Отчёт | Отчёт                   | Отчёт   | Отчёт           | Отчёт                            |
| ----- | ----------------------- | ------- | --------------- | -------------------------------- |
|       |                         |         |                 |                                  |
|       | Иржи Холечек            | Вратари | Лейф Хольмквист | Судьи: Х. Эренсбергер В. Бертхен |
|       | Голы:                   |         |                 | Судьи: Х. Эренсбергер В. Бертхен |
|       | 0:1 1:1 1:2 2:2 3:2 4:2 |         |                 | Судьи: Х. Эренсбергер В. Бертхен |
|       |                         |         |                 | Судьи: Х. Эренсбергер В. Бертхен |
|       |                         |         |                 | Судьи: Х. Эренсбергер В. Бертхен |
|       |                         |         |                 | Судьи: Х. Эренсбергер В. Бертхен |
|       |                         |         |                 | Судьи: Х. Эренсбергер В. Бертхен |
|       |                         |         |                 |                                  |

| 13 ноября 1974 | Чехословакия | 2 : 4 (0:0, 1:3, 1:1) | Швеция | «Спортовни Хала», Прага Зрителей: 14 000 |

| Отчёт | Отчёт                   | Отчёт   | Отчёт                        | Отчёт                            |
| ----- | ----------------------- | ------- | ---------------------------- | -------------------------------- |
|       |                         |         |                              |                                  |
|       | Иржи Црха — 00:00-60:00 | Вратари | 00:00-60:00 — Вилле Лёфквист | Судьи: Х. Эренсбергер В. Бертхен |
|       | Голы:                   |         |                              | Судьи: Х. Эренсбергер В. Бертхен |
|       | 0:1 0:2 1:2 1:3 2:3 2:4 |         |                              | Судьи: Х. Эренсбергер В. Бертхен |
|       |                         |         |                              | Судьи: Х. Эренсбергер В. Бертхен |
|       |                         |         |                              | Судьи: Х. Эренсбергер В. Бертхен |
|       |                         |         |                              | Судьи: Х. Эренсбергер В. Бертхен |
|       |                         |         |                              | Судьи: Х. Эренсбергер В. Бертхен |
|       |                         |         |                              |                                  |

| 15 ноября 1974 | Чехословакия | 8 : 1 (2:0, 3:1, 3:0) | Швеция | «Спортовни Хала», Прага Зрителей: 14 000 |

| Отчёт | Отчёт                               | Отчёт   | Отчёт           | Отчёт                            |
| ----- | ----------------------------------- | ------- | --------------- | -------------------------------- |
|       |                                     |         |                 |                                  |
|       | Иржи Холечек                        | Вратари | Лейф Хольмквист | Судьи: Х. Эренсбергер В. Бертхен |
|       | Голы:                               |         |                 | Судьи: Х. Эренсбергер В. Бертхен |
|       | 1:0 2:0 3:0 4:0 5:0 5:1 6:1 7:1 8:1 |         |                 | Судьи: Х. Эренсбергер В. Бертхен |
|       |                                     |         |                 | Судьи: Х. Эренсбергер В. Бертхен |
|       |                                     |         |                 | Судьи: Х. Эренсбергер В. Бертхен |
|       |                                     |         |                 | Судьи: Х. Эренсбергер В. Бертхен |
|       |                                     |         |                 | Судьи: Х. Эренсбергер В. Бертхен |
|       |                                     |         |                 |                                  |

| 12 декабря 1974 | СССР | 7 : 2 (2:0, 3:2, 2:0) | Швеция | Дворец спорта «Лужники», Москва Зрителей: 14 000 |

| Отчёт | Отчёт                               | Отчёт   | Отчёт                        | Отчёт                           |
| ----- | ----------------------------------- | ------- | ---------------------------- | ------------------------------- |
|       |                                     |         |                              |                                 |
|       | Владислав Третьяк — 00:00-60:00     | Вратари | 00:00-60:00 — Вилле Лёфквист | Судьи: Йозеф Компалла М. Эрхард |
|       | Голы:                               |         |                              | Судьи: Йозеф Компалла М. Эрхард |
|       | 1:0 2:0 3:0 4:0 4:1 5:1 6:1 6:2 7:2 |         |                              | Судьи: Йозеф Компалла М. Эрхард |
|       |                                     |         |                              | Судьи: Йозеф Компалла М. Эрхард |
|       |                                     |         |                              | Судьи: Йозеф Компалла М. Эрхард |
|       |                                     |         |                              | Судьи: Йозеф Компалла М. Эрхард |
| 4 мин | Штраф                               | 2 мин   |                              | Судьи: Йозеф Компалла М. Эрхард |
|       |                                     |         |                              |                                 |
|       |                                     |         |                              |                                 |

| 14 декабря 1974 | СССР | 5 : 2 (3:0, 2:1, 0:1) | Швеция | Дворец спорта «Лужники», Москва Зрителей: 14 000 |

| Отчёт  | Отчёт                              | Отчёт   | Отчёт                           | Отчёт                           |
| ------ | ---------------------------------- | ------- | ------------------------------- | ------------------------------- |
|        |                                    |         |                                 |                                 |
|        | Владимир Шеповалов — 00:00 - 60:00 | Вратари | 00:00 - 60:00 — Лейф Хольмквист | Судьи: Уве Дальберг Ларс Тегнер |
|        | Голы:                              |         |                                 | Судьи: Уве Дальберг Ларс Тегнер |
|        | 1:0 2:0 3:0 4:0 5:0 5:1 5:2        |         |                                 | Судьи: Уве Дальберг Ларс Тегнер |
|        |                                    |         |                                 | Судьи: Уве Дальберг Ларс Тегнер |
|        |                                    |         |                                 | Судьи: Уве Дальберг Ларс Тегнер |
|        |                                    |         |                                 | Судьи: Уве Дальберг Ларс Тегнер |
| 13 мин | Штраф                              | 8 мин   |                                 | Судьи: Уве Дальберг Ларс Тегнер |
|        |                                    |         |                                 |                                 |
|        |                                    |         |                                 |                                 |

| 15 декабря 1974 | СССР | 4 : 3 (0:2, 0:1, 4:0) | Швеция | Дворец спорта «Лужники», Москва Зрителей: 12 000 |

| Отчёт | Отчёт                           | Отчёт   | Отчёт                        | Отчёт                           |
| ----- | ------------------------------- | ------- | ---------------------------- | ------------------------------- |
|       |                                 |         |                              |                                 |
|       | Владислав Третьяк — 00:00-60:00 | Вратари | 00:00-60:00 — Вилле Лёфквист | Судьи: Йозеф Компалла М. Эрхард |
|       | Голы:                           |         |                              | Судьи: Йозеф Компалла М. Эрхард |
|       | 0:1 0:2 0:3 1:3 2:3 3:3 4:3     |         |                              | Судьи: Йозеф Компалла М. Эрхард |
|       |                                 |         |                              | Судьи: Йозеф Компалла М. Эрхард |
|       |                                 |         |                              | Судьи: Йозеф Компалла М. Эрхард |
|       |                                 |         |                              | Судьи: Йозеф Компалла М. Эрхард |
| 4 мин | Штраф                           | 4 мин   |                              | Судьи: Йозеф Компалла М. Эрхард |
|       |                                 |         |                              |                                 |
|       |                                 |         |                              |                                 |

| 18 декабря 1974 | СССР | 6 : 3 (1:1, 2:1, 3:1) | Чехословакия | Дворец спорта «Лужники», Москва Зрителей: 14 000 |

| Отчёт | Отчёт                               | Отчёт   | Отчёт                      | Отчёт                              |
| ----- | ----------------------------------- | ------- | -------------------------- | ---------------------------------- |
|       |                                     |         |                            |                                    |
|       | Владислав Третьяк — 00:00-60:00     | Вратари | 00:00-60:00 — Иржи Холечек | Судьи: Уве Дальберг Раймо Сеппонен |
|       | Голы:                               |         |                            | Судьи: Уве Дальберг Раймо Сеппонен |
|       | 1:0 1:1 1:2 2:2 3:2 3:3 4:3 5:3 6:3 |         |                            | Судьи: Уве Дальберг Раймо Сеппонен |
|       |                                     |         |                            | Судьи: Уве Дальберг Раймо Сеппонен |
|       |                                     |         |                            | Судьи: Уве Дальберг Раймо Сеппонен |
|       |                                     |         |                            | Судьи: Уве Дальберг Раймо Сеппонен |
| 8 мин | Штраф                               | 10 мин  |                            | Судьи: Уве Дальберг Раймо Сеппонен |
|       |                                     |         |                            |                                    |
|       |                                     |         |                            |                                    |

| 18 декабря 1974 | Финляндия | 4 : 1 (2:0, 0:1, 2:1) | Швеция | Пори Зрителей: 8177 |

| Отчёт | Отчёт               | Отчёт   | Отчёт           | Отчёт                                     |
| ----- | ------------------- | ------- | --------------- | ----------------------------------------- |
|       |                     |         |                 |                                           |
|       | Йорма Валтонен      | Вратари | Лейф Хольмквист | Судьи: Алексей Гурышев Валентин Никульцев |
|       | Голы:               |         |                 | Судьи: Алексей Гурышев Валентин Никульцев |
|       | 1:0 2:0 2:1 3:1 4:1 |         |                 | Судьи: Алексей Гурышев Валентин Никульцев |
|       |                     |         |                 | Судьи: Алексей Гурышев Валентин Никульцев |
|       |                     |         |                 | Судьи: Алексей Гурышев Валентин Никульцев |
|       |                     |         |                 | Судьи: Алексей Гурышев Валентин Никульцев |
|       |                     |         |                 | Судьи: Алексей Гурышев Валентин Никульцев |
|       |                     |         |                 |                                           |

| 19 декабря 1974 | СССР | 3 : 3 (2:1, 0:2, 1:0) | Чехословакия | Дворец спорта «Лужники», Москва Зрителей: 14 000 |

| Отчёт | Отчёт                                | Отчёт   | Отчёт                  | Отчёт                              |
| ----- | ------------------------------------ | ------- | ---------------------- | ---------------------------------- |
|       |                                      |         |                        |                                    |
|       | Владимир Шеповалов Владислав Третьяк | Вратари | Иржи Црха Иржи Холечек | Судьи: Уве Дальберг Раймо Сеппонен |
|       | Голы:                                |         |                        | Судьи: Уве Дальберг Раймо Сеппонен |
|       | 0:1 1:1 2:1 2:2 3:2 3:3              |         |                        | Судьи: Уве Дальберг Раймо Сеппонен |
|       |                                      |         |                        | Судьи: Уве Дальберг Раймо Сеппонен |
|       |                                      |         |                        | Судьи: Уве Дальберг Раймо Сеппонен |
|       |                                      |         |                        | Судьи: Уве Дальберг Раймо Сеппонен |
| 8 мин | Штраф                                | 10 мин  |                        | Судьи: Уве Дальберг Раймо Сеппонен |
|       |                                      |         |                        |                                    |
|       |                                      |         |                        |                                    |

| 20 декабря 1974 | Финляндия | 3 : 2 (1:0, 2:1, 0:1) | Швеция | Ледовый Дворец «Тампере», Тампере Зрителей: 8711 |

| Отчёт | Отчёт               | Отчёт   | Отчёт          | Отчёт                                     |
| ----- | ------------------- | ------- | -------------- | ----------------------------------------- |
|       |                     |         |                |                                           |
|       | Йорма Валтонен      | Вратари | Вилле Лёфквист | Судьи: Алексей Гурышев Валентин Никульцев |
|       | Голы:               |         |                | Судьи: Алексей Гурышев Валентин Никульцев |
|       | 1:0 2:0 2:1 3:1 4:1 |         |                | Судьи: Алексей Гурышев Валентин Никульцев |
|       |                     |         |                | Судьи: Алексей Гурышев Валентин Никульцев |
|       |                     |         |                | Судьи: Алексей Гурышев Валентин Никульцев |
|       |                     |         |                | Судьи: Алексей Гурышев Валентин Никульцев |
|       |                     |         |                | Судьи: Алексей Гурышев Валентин Никульцев |
|       |                     |         |                |                                           |

| 21 декабря 1974 | Финляндия | 2 : 6 (0:2, 1:0, 1:4) | Швеция | Хельсинки Зрителей: 8471 |

| Отчёт | Отчёт                           | Отчёт   | Отчёт           | Отчёт                                     |
| ----- | ------------------------------- | ------- | --------------- | ----------------------------------------- |
|       |                                 |         |                 |                                           |
|       | Йорма Валтонен                  | Вратари | Лейф Хольмквист | Судьи: Алексей Гурышев Валентин Никульцев |
|       | Голы:                           |         |                 | Судьи: Алексей Гурышев Валентин Никульцев |
|       | 0:1 0:2 1:2 1:3 2:3 2:4 2:5 2:6 |         |                 | Судьи: Алексей Гурышев Валентин Никульцев |
|       |                                 |         |                 | Судьи: Алексей Гурышев Валентин Никульцев |
|       |                                 |         |                 | Судьи: Алексей Гурышев Валентин Никульцев |
|       |                                 |         |                 | Судьи: Алексей Гурышев Валентин Никульцев |
|       |                                 |         |                 | Судьи: Алексей Гурышев Валентин Никульцев |
|       |                                 |         |                 |                                           |

| 01 февраля 1975 | Финляндия | 1 : 6 (1:0, 0:4, 0:2) | Чехословакия | Турку Зрителей: 7300 |

| Отчёт | Отчёт          | Отчёт   | Отчёт        | Отчёт                       |
| ----- | -------------- | ------- | ------------ | --------------------------- |
|       |                |         |              |                             |
|       | Йорма Валтонен | Вратари | Иржи Холечек | Судьи: Франц Баадер, Х. Бон |
|       |                |         |              | Судьи: Франц Баадер, Х. Бон |
|       |                |         |              | Судьи: Франц Баадер, Х. Бон |
|       |                |         |              | Судьи: Франц Баадер, Х. Бон |
|       |                |         |              | Судьи: Франц Баадер, Х. Бон |
|       |                |         |              | Судьи: Франц Баадер, Х. Бон |
|       |                |         |              | Судьи: Франц Баадер, Х. Бон |
|       |                |         |              |                             |

| 02 февраля 1975 | Финляндия | 0 : 6 (0:2, 0:1, 0:3) | Чехословакия | Ледовый Дворец «Тампере», Тампере Зрителей: 8721 |

| Отчёт | Отчёт          | Отчёт   | Отчёт     | Отчёт                      |
| ----- | -------------- | ------- | --------- | -------------------------- |
|       |                |         |           |                            |
|       | Антти Леппянен | Вратари | Иржи Црха | Судьи: Франц Баадер Х. Бон |
|       |                |         |           | Судьи: Франц Баадер Х. Бон |
|       |                |         |           | Судьи: Франц Баадер Х. Бон |
|       |                |         |           | Судьи: Франц Баадер Х. Бон |
|       |                |         |           | Судьи: Франц Баадер Х. Бон |
|       |                |         |           | Судьи: Франц Баадер Х. Бон |
|       |                |         |           | Судьи: Франц Баадер Х. Бон |
|       |                |         |           |                            |

| 04 февраля 1975 | Финляндия | 0 : 4 (0:2, 0:2, 0:0) | Чехословакия | Хельсинки Зрителей: 8331 |

| Отчёт | Отчёт          | Отчёт   | Отчёт                  | Отчёт                      |
| ----- | -------------- | ------- | ---------------------- | -------------------------- |
|       |                |         |                        |                            |
|       | Антти Леппянен | Вратари | Иржи Холечек Иржи Црха | Судьи: Франц Баадер Х. Бон |
|       |                |         |                        | Судьи: Франц Баадер Х. Бон |
|       |                |         |                        | Судьи: Франц Баадер Х. Бон |
|       |                |         |                        | Судьи: Франц Баадер Х. Бон |
|       |                |         |                        | Судьи: Франц Баадер Х. Бон |
|       |                |         |                        | Судьи: Франц Баадер Х. Бон |
|       |                |         |                        | Судьи: Франц Баадер Х. Бон |
|       |                |         |                        |                            |

| 25 февраля 1975 | Швеция | 0 : 6 (0:1, 0:2, 0:3) | Чехословакия | «Скандинавиум», Гётеборг Зрителей: 10 473 |

| Отчёт | Отчёт                        | Отчёт   | Отчёт                      | Отчёт                          |
| ----- | ---------------------------- | ------- | -------------------------- | ------------------------------ |
|       |                              |         |                            |                                |
|       | Вилле Лёфквист — 00:00-60:00 | Вратари | 00:00-60:00 — Иржи Холечек | Судьи: Унто Виитала Харри Ярви |
|       | Голы:                        |         |                            | Судьи: Унто Виитала Харри Ярви |
|       | 0:1 0:2 0:3 0:4 0:5 0:6      |         |                            | Судьи: Унто Виитала Харри Ярви |
|       |                              |         |                            | Судьи: Унто Виитала Харри Ярви |
|       |                              |         |                            | Судьи: Унто Виитала Харри Ярви |
|       |                              |         |                            | Судьи: Унто Виитала Харри Ярви |
|       |                              |         |                            | Судьи: Унто Виитала Харри Ярви |
|       |                              |         |                            |                                |

| 26 февраля 1975 | Швеция | 2 : 4 (1:2, 1:2, 0:0) | Чехословакия | «Скандинавиум», Гётеборг Зрителей: 12 247 |

| Отчёт | Отчёт                         | Отчёт   | Отчёт                   | Отчёт                          |
| ----- | ----------------------------- | ------- | ----------------------- | ------------------------------ |
|       |                               |         |                         |                                |
|       | Лейф Хольмквист — 00:00-60:00 | Вратари | 00:00-60:00 — Иржи Црха | Судьи: Унто Виитала Харри Ярви |
|       |                               |         |                         | Судьи: Унто Виитала Харри Ярви |
|       |                               |         |                         | Судьи: Унто Виитала Харри Ярви |
|       |                               |         |                         | Судьи: Унто Виитала Харри Ярви |
|       |                               |         |                         | Судьи: Унто Виитала Харри Ярви |
|       |                               |         |                         | Судьи: Унто Виитала Харри Ярви |
|       |                               |         |                         | Судьи: Унто Виитала Харри Ярви |
|       |                               |         |                         |                                |

| 28 февраля 1975 | Швеция | 3 : 1 (2:1, 1:0, 0:0) | Чехословакия | Стокгольм Зрителей: 10 000 |

| Отчёт | Отчёт                         | Отчёт   | Отчёт                   | Отчёт                          |
| ----- | ----------------------------- | ------- | ----------------------- | ------------------------------ |
|       |                               |         |                         |                                |
|       | Лейф Хольмквист — 00:00-60:00 | Вратари | 00:00-60:00 — Иржи Црха | Судьи: Унто Виитала Харри Ярви |
|       | Голы:                         |         |                         | Судьи: Унто Виитала Харри Ярви |
|       | 1:0 2:0 2:1 3:1               |         |                         | Судьи: Унто Виитала Харри Ярви |
|       |                               |         |                         | Судьи: Унто Виитала Харри Ярви |
|       |                               |         |                         | Судьи: Унто Виитала Харри Ярви |
|       |                               |         |                         | Судьи: Унто Виитала Харри Ярви |
|       |                               |         |                         | Судьи: Унто Виитала Харри Ярви |
|       |                               |         |                         |                                |

| 18 марта 1975 | Чехословакия | 6 : 1 (2:1, 2:0, 2:0) | СССР | «Спортовни Хала», Прага Зрителей: 14 000 |

| Отчёт | Отчёт                       | Отчёт   | Отчёт                           | Отчёт                              |
| ----- | --------------------------- | ------- | ------------------------------- | ---------------------------------- |
|       |                             |         |                                 |                                    |
|       | Иржи Црха — 00:00-60:00     | Вратари | 00:00-60:00 — Владислав Третьяк | Судьи: Уве Дальберг Раймо Сеппонен |
|       | Голы:                       |         |                                 | Судьи: Уве Дальберг Раймо Сеппонен |
|       | 1:0 2:0 2:1 3:1 4:1 5:1 6:1 |         |                                 | Судьи: Уве Дальберг Раймо Сеппонен |
|       |                             |         |                                 | Судьи: Уве Дальберг Раймо Сеппонен |
|       |                             |         |                                 | Судьи: Уве Дальберг Раймо Сеппонен |
|       |                             |         |                                 | Судьи: Уве Дальберг Раймо Сеппонен |
|       |                             |         |                                 | Судьи: Уве Дальберг Раймо Сеппонен |
|       |                             |         |                                 |                                    |

| 19 марта 1975 | Чехословакия | 4 : 2 (0:1, 1:1, 3:0) | СССР | «Спортовни Хала», Прага Зрителей: 14 000 |

| Отчёт | Отчёт                   | Отчёт   | Отчёт | Отчёт                              |
| ----- | ----------------------- | ------- | ----- | ---------------------------------- |
|       |                         |         |       |                                    |
|       | Иржи Црха Иржи Холечек  | Вратари |       | Судьи: Уве Дальберг Раймо Сеппонен |
|       | Голы:                   |         |       | Судьи: Уве Дальберг Раймо Сеппонен |
|       | 0:1 0:2 1:2 2:2 3:2 4:2 |         |       | Судьи: Уве Дальберг Раймо Сеппонен |
|       |                         |         |       | Судьи: Уве Дальберг Раймо Сеппонен |
|       |                         |         |       | Судьи: Уве Дальберг Раймо Сеппонен |
|       |                         |         |       | Судьи: Уве Дальберг Раймо Сеппонен |
|       |                         |         |       | Судьи: Уве Дальберг Раймо Сеппонен |
|       |                         |         |       |                                    |

| 21 марта 1975 | Чехословакия | 9 : 3 (4:1, 3:1, 2:1) | СССР | «Спортовни Хала», Прага Зрителей: 14 000 |

| Отчёт | Отчёт                                           | Отчёт   | Отчёт                           | Отчёт                            |
| ----- | ----------------------------------------------- | ------- | ------------------------------- | -------------------------------- |
|       |                                                 |         |                                 |                                  |
|       | Иржи Холечек — 00:00-60:00                      | Вратари | 00:00-60:00 — Владислав Третьяк | Судьи: Уве Дальберг Войцех Щепек |
|       | Голы:                                           |         |                                 | Судьи: Уве Дальберг Войцех Щепек |
|       | 1:0 2:0 3:0 4:0 4:1 4:2 5:2 6:2 7:2 8:2 9:2 9:3 |         |                                 | Судьи: Уве Дальберг Войцех Щепек |
|       |                                                 |         |                                 | Судьи: Уве Дальберг Войцех Щепек |
|       |                                                 |         |                                 | Судьи: Уве Дальберг Войцех Щепек |
|       |                                                 |         |                                 | Судьи: Уве Дальберг Войцех Щепек |
|       |                                                 |         |                                 | Судьи: Уве Дальберг Войцех Щепек |
|       |                                                 |         |                                 |                                  |

| 19 марта 1975 | Чехословакия | 4 : 2 (0:1, 1:1, 3:0) | СССР | «Спортовни Хала», Прага Зрителей: 14 000 |

| Отчёт | Отчёт                   | Отчёт   | Отчёт             | Отчёт                              |
| ----- | ----------------------- | ------- | ----------------- | ---------------------------------- |
|       |                         |         |                   |                                    |
|       | Иржи Црха Иржи Холечек  | Вратари | Владислав Третьяк | Судьи: Уве Дальберг Раймо Сеппонен |
|       | Голы:                   |         |                   | Судьи: Уве Дальберг Раймо Сеппонен |
|       | 0:1 0:2 1:2 2:2 3:2 4:2 |         |                   | Судьи: Уве Дальберг Раймо Сеппонен |
|       |                         |         |                   | Судьи: Уве Дальберг Раймо Сеппонен |
|       |                         |         |                   | Судьи: Уве Дальберг Раймо Сеппонен |
|       |                         |         |                   | Судьи: Уве Дальберг Раймо Сеппонен |
|       |                         |         |                   | Судьи: Уве Дальберг Раймо Сеппонен |
|       |                         |         |                   |                                    |

| 24 марта 1975 | Чехословакия | 2 : 1 (0:0, 2:0, 0:1) | Финляндия | Прага Зрителей: 13 000 |

| Отчёт | Отчёт                      | Отчёт   | Отчёт                        | Отчёт                                  |
| ----- | -------------------------- | ------- | ---------------------------- | -------------------------------------- |
|       |                            |         |                              |                                        |
|       | Иржи Холечек — 00:00-60:00 | Вратари | 00:00-60:00 — Антти Леппянен | Судьи: Виктор Домбровский Войцех Щепек |
|       | Голы:                      |         |                              | Судьи: Виктор Домбровский Войцех Щепек |
|       | 1:0 2:0 2:1                |         |                              | Судьи: Виктор Домбровский Войцех Щепек |
|       |                            |         |                              | Судьи: Виктор Домбровский Войцех Щепек |
|       |                            |         |                              | Судьи: Виктор Домбровский Войцех Щепек |
|       |                            |         |                              | Судьи: Виктор Домбровский Войцех Щепек |
|       |                            |         |                              | Судьи: Виктор Домбровский Войцех Щепек |
|       |                            |         |                              |                                        |

| 25 марта 1975 | Чехословакия | 5 : 0 (1:0, 3:0, 1:0) | Финляндия | Прага Зрителей: 14 000 |

| Отчёт | Отчёт               | Отчёт   | Отчёт          | Отчёт                                  |
| ----- | ------------------- | ------- | -------------- | -------------------------------------- |
|       |                     |         |                |                                        |
|       | Иржи Црха           | Вратари | Йорма Валтонен | Судьи: Виктор Домбровский Войцех Щепек |
|       | Голы:               |         |                | Судьи: Виктор Домбровский Войцех Щепек |
|       | 1:0 2:0 3:0 4:0 5:0 |         |                | Судьи: Виктор Домбровский Войцех Щепек |
|       |                     |         |                | Судьи: Виктор Домбровский Войцех Щепек |
|       |                     |         |                | Судьи: Виктор Домбровский Войцех Щепек |
|       |                     |         |                | Судьи: Виктор Домбровский Войцех Щепек |
|       |                     |         |                | Судьи: Виктор Домбровский Войцех Щепек |
|       |                     |         |                |                                        |

| 25 марта 1975 | Швеция | 2 : 9 (1:4, 0:3, 1:2) | СССР | Стокгольм Зрителей: 7069 |

| Отчёт | Отчёт                         | Отчёт   | Отчёт                           | Отчёт                         |
| ----- | ----------------------------- | ------- | ------------------------------- | ----------------------------- |
|       |                               |         |                                 |                               |
|       | Лейф Хольмквист — 00:00-60:00 | Вратари | 00:00-60:00 — Владислав Третьяк | Судьи: Франц Баадер М. Гюнтер |
|       |                               |         |                                 | Судьи: Франц Баадер М. Гюнтер |
|       |                               |         |                                 | Судьи: Франц Баадер М. Гюнтер |
|       |                               |         |                                 | Судьи: Франц Баадер М. Гюнтер |
|       |                               |         |                                 | Судьи: Франц Баадер М. Гюнтер |
|       |                               |         |                                 | Судьи: Франц Баадер М. Гюнтер |
|       |                               |         |                                 | Судьи: Франц Баадер М. Гюнтер |
|       |                               |         |                                 |                               |

| 26 марта 1975 | Швеция | 4 : 7 (3:2, 0:4, 1:1) | СССР | Стокгольм Зрителей: 7746 |

| Отчёт | Отчёт                       | Отчёт   | Отчёт                           | Отчёт                         |
| ----- | --------------------------- | ------- | ------------------------------- | ----------------------------- |
|       |                             |         |                                 |                               |
|       | Йёран Хёгюста — 00:00-60:00 | Вратари | 00:00-60:00 — Виктор Криволапов | Судьи: Франц Баадер М. Гюнтер |
|       |                             |         |                                 | Судьи: Франц Баадер М. Гюнтер |
|       |                             |         |                                 | Судьи: Франц Баадер М. Гюнтер |
|       |                             |         |                                 | Судьи: Франц Баадер М. Гюнтер |
|       |                             |         |                                 | Судьи: Франц Баадер М. Гюнтер |
|       |                             |         |                                 | Судьи: Франц Баадер М. Гюнтер |
|       |                             |         |                                 | Судьи: Франц Баадер М. Гюнтер |
|       |                             |         |                                 |                               |

| 27 марта 1975 | Чехословакия | 7 : 5 (3:2, 3:2, 1:1) | Финляндия | Прага Зрителей: 12 500 |

| Отчёт | Отчёт                                       | Отчёт   | Отчёт          | Отчёт                                  |
| ----- | ------------------------------------------- | ------- | -------------- | -------------------------------------- |
|       |                                             |         |                |                                        |
|       | Мирослав Краса Иржи Кралик                  | Вратари | Антти Леппянен | Судьи: Виктор Домбровский Войцех Щепек |
|       | Голы:                                       |         |                | Судьи: Виктор Домбровский Войцех Щепек |
|       | 1:0 1:1 2:2 3:2 4:2 5:2 5:3 6:3 6:4 6:5 7:5 |         |                | Судьи: Виктор Домбровский Войцех Щепек |
|       |                                             |         |                | Судьи: Виктор Домбровский Войцех Щепек |
|       |                                             |         |                | Судьи: Виктор Домбровский Войцех Щепек |
|       |                                             |         |                | Судьи: Виктор Домбровский Войцех Щепек |
|       |                                             |         |                | Судьи: Виктор Домбровский Войцех Щепек |
|       |                                             |         |                |                                        |

| 28 марта 1975 | Швеция | 3 : 3 (1:1, 2:1, 0:1) | СССР | «Скандинавиум», Гётеборг Зрителей: 12 288 |

| Отчёт | Отчёт                       | Отчёт   | Отчёт                           | Отчёт                         |
| ----- | --------------------------- | ------- | ------------------------------- | ----------------------------- |
|       |                             |         |                                 |                               |
|       | Йёран Хёгюста — 00:00-60:00 | Вратари | 00:00-60:00 — Владислав Третьяк | Судьи: Франц Баадер М. Гюнтер |
|       | Голы:                       |         |                                 | Судьи: Франц Баадер М. Гюнтер |
|       | 0:1 1:1 1:2 2:2 3:2 3:3     |         |                                 | Судьи: Франц Баадер М. Гюнтер |
|       |                             |         |                                 | Судьи: Франц Баадер М. Гюнтер |
|       |                             |         |                                 | Судьи: Франц Баадер М. Гюнтер |
|       |                             |         |                                 | Судьи: Франц Баадер М. Гюнтер |
|       |                             |         |                                 | Судьи: Франц Баадер М. Гюнтер |
|       |                             |         |                                 |                               |

## Итоговая турнирная таблица
| М | Сборная   | 1                           | 2                           | 3                           | 4                           | И  | В  | Н | П  | Ш     | О  |
| - | --------- | --------------------------- | --------------------------- | --------------------------- | --------------------------- | -- | -- | - | -- | ----- | -- |
| 1 | ЧССР      | —                           | 3:6, 3:3, 4:3 6:1, 4:2, 9:3 | 4:2, 2:4, 8:1 6:0, 4:2, 1:3 | 6:1, 6:0, 4:0 2:1, 5:0, 7:5 | 18 | 14 | 1 | 3  | 84—37 | 29 |
| 2 | СССР      | 6:3, 3:3, 3:4 1:6, 2:4, 3:9 | —                           | 7:2, 5:2, 4:3 9:2, 7:4, 3:3 | 8:1, 7:3, 4:3 7:2, 5:2, 5:3 | 18 | 12 | 2 | 4  | 89—59 | 26 |
| 3 | Швеция    | 2:4, 4:2, 1:8 0:6, 2:4, 3:1 | 2:7, 2:5, 3:4 2:9, 4:7, 3:3 | —                           | 2:1, 5:5, 9:1 1:4, 2:3, 6:2 | 18 | 5  | 2 | 11 | 53—76 | 12 |
| 4 | Финляндия | 1:6, 0:6, 0:4 1:2, 0:5, 5:7 | 1:8, 3:7, 3:4 2:7, 2:5, 3:5 | 1:2, 5:5, 1:9 4:1, 3:2, 2:6 | —                           | 18 | 2  | 1 | 15 | 37—91 | 5  |

| Победитель Приза «Известий» 1974/75 |
| Чехословакия Второй титул           |